# Povlja
Povlja falu Horvátországban, Split-Dalmácia megyében, Brač szigetén. Közigazgatásilag Selcához tartozik.

## Fekvése
Splittől légvonalban 37 km-re délkeletre, a sumartini kompkikötőtől légvonalban 6, közúton 8 km-re északnyugatra, községközpontjától 6 km-re északra Brač szigetének északkeleti részén egy tágas öbölben fekszik.

## Története
Žalonál a povljai kikötő végében a víz alatt található ókori falak bizonyítják, hogy itt már a római korban is folyt az élet. Povlja és a nyugatra fekvő Luka-öböl kiváló kikötőhely volt a római hajók számára, melyet megerősítenek az itt talált ókori amforák. A település nevét is egykori kikötőjéről kapta, melynek a római korban „Portus Paulinus” volt a neve. A kereszténység korai elterjedéséről tanúskodik a Lokva nevű településrészen feltárt 6. századi ókeresztény bazilika maradványa. Keresztelőmedencéje a mai plébániatemplomban látható. A 9. század végén, vagy a 10. század elején építették fel a Szent János bencés kolostort, melyet 1145-ben az omiši kalózok fosztottak ki, de 39 évvel később a szerzetesek újjáépítették. Ekkor vésték a keresztelőkápolna nyugati falán levő ajtó keresztgerendájába az első név szerint ismert horvát építőmester a 12. században alkotó Radonja nevét. Ez az emlék ma a spliti régészeti múzeumban található. Ennek a kolostornak a birtokairól szól az 1184-ben kelt ún. povljai oklevél, az ország legrégibb horvát cirill nyelvemléke, melyben több brači település első írásos említése is található. A kolostor minden viszontagság ellenére egészen a 19. század elejéig fennmaradt, amikor a francia hatóságok megszüntették. Az épületegyüttest a 17. században a velencei hatóságok engedélyével megerősítették, hogy a velencei-török háborúk idején a támadásoknak ellenálljon. Körülötte épültek fel a 17. században a település első házai. Povlja első lakói a kandiai háború idején Boszniából és a kontinens belső részeiről ide érkezett menekültek voltak, akik később keveredtek a környékbeli helyi lakossággal. Ennek következtében jött létre a sajátos povljai dialektus. Az első telepesek a mai településtől mintegy másfél kilométerre fekvő Gornja Povlján létesítették első falujukat, ahol ma romok és temető is található. A povljai hívek 1715-ig Gornji Humac plébániájához tartoztak, ekkor Selcához csatolták őket. Önálló plébániája csak 1921-ben jött létre. 1678-ban 52, 1702-ben 70, 1718-ban 80, 1738-ban 100, 1760-ban 140 lakosa volt. A velencei uralomnak 1797-ben vége szakadt és osztrák csapatok vonultak be Dalmáciába. 1806-ban a sziget az osztrákokat legyőző franciák uralma alá került, de Napóleon lipcsei veresége után újra az osztrákoké lett. 1894-ben itt hozták létre a Tomislav társaságot, mely megalapította a település első horvát olvasókörét. 1900-ban itt alapították meg az Első dalmáciai olajtermelő szövetséget. Ebben az időben Povlja a sziget egyik legjelentősebb gazdasági központja volt. A 20. század elején nagy számú lakos vándorolt ki a tengerentúli országokba, főként Dél-Amerikába. 1918-ban az új szerb-horvát-szlovén állam, majd később Jugoszlávia része lett. A háború után a szocialista Jugoszláviához tartozott. A település 1991 óta a független Horvátország része. 2011-ben 332 lakosa volt. Ma legfőbb bevételi forrásuk a turizmus, melyet több szálloda és számos magánszállás szolgál. Emellett sokan foglalkoznak mezőgazdasággal is.

## Népesség
| Lakosság változása | Lakosság változása | Lakosság változása | Lakosság változása | Lakosság változása | Lakosság változása | Lakosság változása | Lakosság változása | Lakosság változása | Lakosság változása | Lakosság változása | Lakosság változása | Lakosság változása | Lakosság változása | Lakosság változása | Lakosság változása |
| ------------------ | ------------------ | ------------------ | ------------------ | ------------------ | ------------------ | ------------------ | ------------------ | ------------------ | ------------------ | ------------------ | ------------------ | ------------------ | ------------------ | ------------------ | ------------------ |
| 1857               | 1869               | 1880               | 1890               | 1900               | 1910               | 1921               | 1931               | 1948               | 1953               | 1961               | 1971               | 1981               | 1991               | 2001               | 2011               |
| 364                | 473                | 609                | 741                | 969                | 833                | 0                  | 720                | 631                | 622                | 556                | 481                | 390                | 393                | 364                | 332                |

(1921-ben lakosságát Selcához számították.)

## Nevezetességei
- A település legjelentősebb régészeti kulturális emléke a 6. századi ókeresztény bazilika maradványa. Az apszis mellett valamennyi falmaradvány, a főbejárat küszöbe, három oszlopfő és a keresztelőkápolna, mely a mai plébániatemplom szentélye maradt meg belőle. Belül egykor freskók díszítették. A középkorban a keresztelőmedencét sírhelyként használták. A keresztelőkápolnához még két helyiség csatlakozott, melyből az egyik a kereszteltek gyülekezőhelye, a másik pedig a plébános lakhelye lehetett.
- A bazilika romjain építették fel a szerzetesek a Szent János bencés kolostort a 9. század végén, vagy a 10. század elején. A maga korában az ország egyik legrégibb és legnagyobb kolostora volt. A korábbi keresztelőkápolnából alakították ki a kolostor kápolnáját, míg az apszis maradványain épületek fel a szerzetesek szerény hajlékai. 1145-ben az omiši kalózok kifosztották és lerombolták, de 39 évvel később már újjáépült. Később is több viszontagságos időszakon ment át, de egészen a 19. század elejéig fennmaradt, amikor a francia hatóságok megszüntették
- Keresztelő Szent János tiszteletére szentelt plébániatemploma[4] a 16. és 17. században épült az ókeresztény keresztelőkápolna bővítésével. A mai főoltár a korábbi keresztelőmedence helyén áll. Harangtornyát 1858 és 1872 között építették. Az oldalhajók csak 1925-ben épültek, a II. világháború idején pedig előteret építettek hozzá. Lapidáriumában a település történetének kőemlékeit őrzik. A templomnak ezen kívül liturgikus tárgyakból álló gazdag gyűjteménye is van. Védőszentjének ünnepe Ivandan a település legnagyobb ünnepe, amikor a bencés apát pontifikál misét a településen.
- A településen még három kisebb templom áll: Az 1902-ben épített Szent József temetőkápolna, a puntai Páduai Szent Antal és a novo seloi út melletti Remete Szent Antal templom. A két utóbbi az 1920-as években épült egy korábbi templom helyén.
- Római épületek alapfalai láthatók a kikötő végében a Žalo nevű helyen. Ugyanitt egy római sírkő is előkerült, melyet egy Romula nevű római nő emeltetett a lánya emlékére.[5]

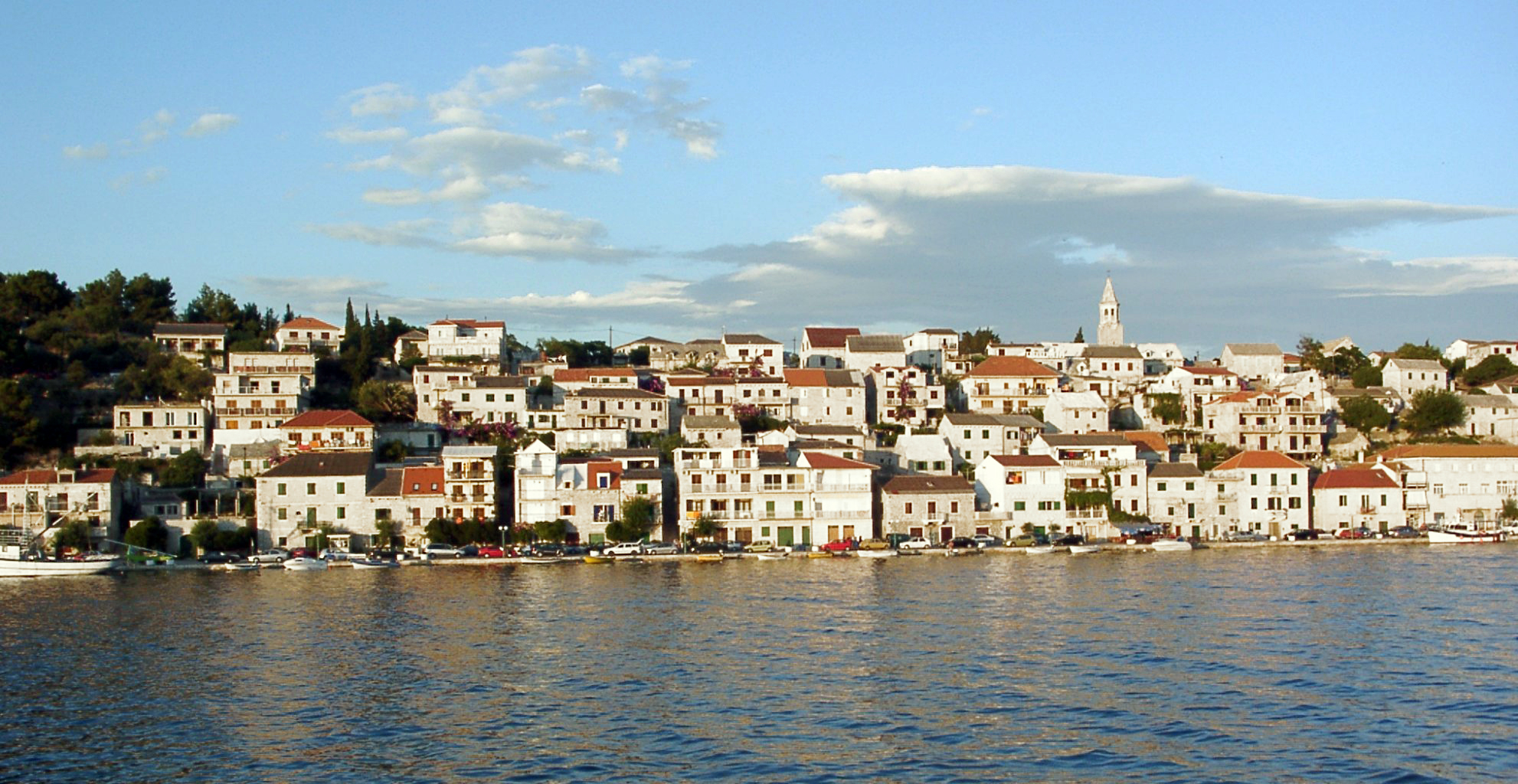
Povlja látképe a tenger felől

## Fordítás
Ez a szócikk részben vagy egészben  a   Povlja című horvát Wikipédia-szócikk ezen változatának fordításán alapul.  Az eredeti cikk szerkesztőit annak laptörténete sorolja fel. Ez a jelzés csupán a megfogalmazás eredetét és a szerzői jogokat jelzi, nem szolgál a cikkben szereplő információk forrásmegjelöléseként.